# Actinoptera formosana
Actinoptera formosana är en tvåvingeart som beskrevs av Tokuichi Shiraki 1933. Actinoptera formosana ingår i släktet Actinoptera och familjen borrflugor. Inga underarter finns listade i Catalogue of Life.